# Veszprém Wildfires
I Veszprém Wildfires sono stati una squadra di football americano di Veszprém, in Ungheria, attiva fra il 2006 e il 2012.

## Dettaglio stagioni

### Amichevoli
| Stagione | Vin | Par | Per | Tot | PF | PS | avversaria   |
| -------- | --- | --- | --- | --- | -- | -- | ------------ |
| 2006     | 1   | 0   | 0   | 1   | 28 | 6  | Pécs Gringos |
| Totale   | 1   | 0   | 0   | 1   | 28 | 6  |              |

### Tornei nazionali

#### Campionato

##### Divízió I (primo livello)
| Stagione | regular season | regular season | regular season | regular season | regular season | regular season | playoff | playoff | playoff | playoff | playoff | playoff   | playoff    |
|          | Vin            | Par            | Per            | Tot            | PF             | PS             | Vin     | Per     | Tot     | PF      | PS      | risultato | avversaria |
| -------- | -------------- | -------------- | -------------- | -------------- | -------------- | -------------- | ------- | ------- | ------- | ------- | ------- | --------- | ---------- |
| 2010     | 3              | 0              | 3              | 6              | 110            | 149            | -       | -       | -       | -       | -       | -         | -          |
| 2011     | 0              | 0              | 6              | 6              | 28             | 184            | -       | -       | -       | -       | -       | -         | -          |
| Totale   | 3              | 0              | 9              | 12             | 138            | 333            | -       | -       | -       | -       | -       |           |            |

Fonti: Enciclopedia del Football - A cura di Massimo Mezzetti

##### Divízió II (secondo livello)
| Stagione | regular season | regular season | regular season | regular season | regular season | regular season | playoff | playoff | playoff | playoff | playoff | playoff      | playoff              |
|          | Vin            | Par            | Per            | Tot            | PF             | PS             | Vin     | Per     | Tot     | PF      | PS      | risultato    | avversaria           |
| -------- | -------------- | -------------- | -------------- | -------------- | -------------- | -------------- | ------- | ------- | ------- | ------- | ------- | ------------ | -------------------- |
| 2007     | 2              | 0              | 2              | 4              | 72             | 71             | -       | -       | -       | -       | -       | Quinto posto | -                    |
| 2008     | 2              | 0              | 3              | 5              | 44             | 64             | -       | -       | -       | -       | -       | -            | -                    |
| 2009     | 2              | 0              | 2              | 4              | 66             | 53             | 1       | 1       | 2       | 12      | 35      | Semifinale   | Dunaújváros Gorillaz |
| Totale   | 6              | 0              | 7              | 13             | 183            | 188            | 1       | 1       | 2       | 12      | 35      |              |                      |

Fonti: Enciclopedia del Football - A cura di Massimo Mezzetti

##### Divízió II (terzo livello)
| Stagione | regular season | regular season | regular season | regular season | regular season | regular season | playoff | playoff | playoff | playoff | playoff | playoff   | playoff    |
|          | Vin            | Par            | Per            | Tot            | PF             | PS             | Vin     | Per     | Tot     | PF      | PS      | risultato | avversaria |
| -------- | -------------- | -------------- | -------------- | -------------- | -------------- | -------------- | ------- | ------- | ------- | ------- | ------- | --------- | ---------- |
| 2012     | 0              | 0              | 5              | 5              | 31             | 161            | -       | -       | -       | -       | -       | -         | -          |
| Totale   | 0              | 0              | 5              | 5              | 31             | 161            | -       | -       | -       | -       | -       |           |            |

Fonti: Enciclopedia del Football - A cura di Massimo Mezzetti

#### Coppa
| Stagione | regular season | regular season | regular season | regular season | regular season | regular season | playoff | playoff | playoff | playoff | playoff | playoff   | playoff    |
|          | Vin            | Par            | Per            | Tot            | PF             | PS             | Vin     | Per     | Tot     | PF      | PS      | risultato | avversaria |
| -------- | -------------- | -------------- | -------------- | -------------- | -------------- | -------------- | ------- | ------- | ------- | ------- | ------- | --------- | ---------- |
| 2006     | 0              | 0              | 2              | 2              | 0              | 153            | -       | -       | -       | -       | -       | -         | -          |
| Totale   | 0              | 0              | 2              | 2              | 0              | 153            | -       | -       | -       | -       | -       |           |            |

Fonti: Enciclopedia del Football - A cura di Massimo Mezzetti

### Riepilogo fasi finali disputate
| Anno          | Luogo | Evento     | Fase del torneo | Incontro                                  | Risultato |
| 4 luglio 2009 |       | Divízió II | Semifinale      | Dunaújváros Gorillaz - Veszprém Wildfires | 28 - 3    |